# Kepler-40
Désignations
Kepler-40 (initialement KOI-428), est une étoile sous-géante de type F de la constellation du Cygne. Kepler-40 est connue pour héberger au moins une exoplanète, Kepler-40 b. L'étoile est environ 1,5 fois plus massive que le Soleil et fait plus de deux fois sa taille ; à sa découverte, c'était la plus grande étoile connue ayant une planète qui transite devant elle.
L'existence d'un objet qui transite devant Kepler-40 a été remarquée pour la première fois par le télescope spatial Kepler. Une équipe d'astronomes français et suisses a utilisé ces données pour déterminer qu'il s'agit d'une exoplanète, et plus précisément du Jupiter chaud Kepler-40 b. Ces résultats ont ensuite été publiés dans la revue scientifique Astronomy & Astrophysics en avril 2011.

## Histoire observationnelle
Kepler-40 a d'abord été ciblée par le télescope spatial Kepler de la NASA avec pour mission de détecter les planètes qui transitent devant leurs étoiles hôtes. Il a été étiqueté Objet d'Intérêt Kepler (KOI) dès le premier mois de la mission opérationnelle du satellite (de la mi-mai à la mi-juin 2009, précisément trente-trois jours et demi), en raison de la détection d'un événement de transit potentiel. Les données collectées par le photomètre de Kepler puis publiées incluent Kepler-40 et son possible compagnon qui transite devant elle.
Les données sur Kepler-40 ont été analysées par une équipe d'astronomes français et suisses, qui ont d'abord effectué des tests pour éliminer d'éventuels faux positifs. Une fois les faux positifs évidents éliminés, l'équipe a utilisé le spectrographe SOPHIE échelle de l'Observatoire de Haute-Provence, dans le sud de la France, pour recueillir des mesures de vitesses radiale de l'étoile. Les données obtenues ont ensuite été vérifiées pour voir si elles correspondaient à celles d'une étoile binaire en orbite proche ou à celle d'une planète ; il s'est avéré que c'était celle d'une planète, ce qui a conduit à la confirmation de Kepler-40 b.
Après cette confirmation de Kepler-40 b, les équipes franco-suisses ont travaillé à préciser les paramètres physiques de l'étoile en analysant son spectre collecté par SOPHIE. Kepler-40 était alors l'étoile la plus évoluée connue ayant une planète en transit.
La découverte de Kepler-40 b a été publiée dans un article paru dans la revue Astronomy and Astrophysics en avril 2011, après sa soumission le 15 septembre 2010.

## Caractéristiques
Kepler-40 est une étoile sous-géante de type spectral F5IV près d'une fois et demi plus massive et de rayon plus du double du rayon du Soleil. L'étoile a une température effective de 6 510 K, ce qui la rend plus chaude que le Soleil. Son indice de métallicité [Fe/H] vaut 0,10, ce qui signifie que Kepler-40 contient 1,26 fois plus de fer que le Soleil.
Kepler-40 était, au moment de sa découverte, l'étoile la plus grande et la plus évoluée connue pour héberger une exoplanète en transit. Il s'agit de la sixième étoile hôte connue dont le rayon est 1,8 fois supérieur à celui du Soleil et qui possède une planète en transit, après des étoiles comme Kepler-5 ou Kepler-7.
Kepler-40 se situe à environ 2 470 pc (∼8 060 al) de la Terre, plus loin que toute étoile (de distance connue) avec une exoplanète précédemment découverte par Kepler. Avec une magnitude apparente de 14,58 (non visible à l’œil nu), elle est également plus faible que toute étoile précédemment reconnue par Kepler. En raison de sa faible magnitude apparente, Kepler-40, n'est pas non plus visible dans les petits télescopes d'amateurs.

## Système planétaire
Kepler-40 b est la première (et encore seule) planète découverte orbitant Kepler-40. Sa masse est 2,2 fois supérieure à celle de Jupiter, soit presque la masse de 700 Terres. La planète a un rayon 1,17 fois supérieur à celui de Jupiter et une densité de 1,68 g/cm3. Kepler-40 b a une température d'équilibre de 1 620 K, six fois celle de la Terre. Elle orbite son étoile tous les 6,87 jours à une distance de 0,081 UA,.
| Planète     | Masse  | Demi-grand axe (UA) | Période orbitale (jours) | Excentricité | Inclinaison | Rayon   |
| ----------- | ------ | ------------------- | ------------------------ | ------------ | ----------- | ------- |
| Kepler-40 b | 2,2 MJ | 0,081               | 6,87                     | (0)          | 69,7°       | 1,17 RJ |